# 迪布羅瓦 (科羅斯滕市鎮)
50°52′45″N 28°48′19″E / 50.87917°N 28.80528°E
迪布羅瓦（烏克蘭語：Діброва），是烏克蘭的村落，位於該國北部日托米爾州，由科羅斯滕區科羅斯滕市鎮負責管轄，始建於1881年，面積0.84平方公里，海拔高度193米，2001年人口148。